# Campionati europei di slittino 2006
I Campionati europei di slittino 2006 sono stati la 40ª edizione della competizione.
Si sono svolti a Winterberg, in Germania.

## Medagliere
| Pos.   | Nazione  | Oro | Argento | Bronzo | Totale |
| ------ | -------- | --- | ------- | ------ | ------ |
| 1      | Germania | 3   | 2       | 2      | 7      |
| 2      | Russia   | 1   | 0       | 0      | 1      |
| 3      | Italia   | 0   | 2       | 1      | 3      |
| 4      | Lettonia | 0   | 0       | 1      | 1      |
| Totale | Totale   | 4   | 4       | 4      | 12     |

## Podi
| Evento            | Oro                                                                  | Argento                                                                                | Bronzo                                                      |
| Singolo Maschile  | Al'bert Demčenko                                                     | Armin Zöggeler                                                                         | David Möller                                                |
| Singolo Femminile | Silke Kraushaar                                                      | Tatjana Hüfner                                                                         | Barbara Niedernhuber                                        |
| Doppio            | Patric Leitner Alexander Resch                                       | Sebastian Schmidt Andre Forker                                                         | Christian Oberstolz Patrick Gruber                          |
| Squadre mista     | Germania David Möller Silke Kraushaar Patric Leitner Alexander Resch | Italia Armin Zöggeler Anastasija Oberstolz-Antonova Christian Oberstolz Patrick Gruber | Lettonia Mārtiņš Rubenis Anna Orlova Andris Šics Juris Šics |